# Yaka (Ngando jezik)
Yaka jezik (ISO 639-3: axk), jezik porodice bantu kojim govori oko 30 000 Pigmeja, od čega polovica u Srednjoafričkoj Republici u šumama duž kongoanske granice, i isto toliko na kongoanskoj strani.
Narod kojim govori ovim jezikom zove se Bayaka. Postoje 4 dijalekta, dva u Srednjoafričkoj Republici, beka (gbayaka, bayaka, moyaka) i nzari, i dva u Kongu basese (istočni aka) i bambenzele (zapadni aka). U upotrebi je i sango [sag].

## Vanjske poveznice
- Ethnologue (14th)
- Ethnologue (15th)